# Roger Ludwig
Roger Ludwig (* 16. Januar 1933 in Manternach; † 11. April 2009 in Luxemburg) war ein luxemburgischer Radrennfahrer und nationaler Meister im Radsport.

## Sportliche Laufbahn
Ludwig war Teilnehmer der Olympischen Sommerspiele 1952 in Helsinki. Beim Sieg von André Noyelle im olympischen Straßenrennen wurde er als 14. klassiert. Die Mannschaft Luxemburgs kam in der Mannschaftswertung auf den 7. Platz.
Im Flèche du Sud 1952 konnte er den Sieg in der Gesamtwertung erringen. Im Sommer gewann er bei den UCI-Straßenweltmeisterschaften 1952 beim Sieg von Luciano Ciancola die Bronzemedaille im Straßenrennen der Amateure. Im Ziel war er als Vierter eingekommen, rückte aber nach der Disqualifikation von Piet van den Brekel auf den dritten Rang vor.